# Migración de puritanos a Nueva Inglaterra (1620-1640)
La Migración de Puritanos a Nueva Inglaterra fue marcado en sus efectos en las dos décadas de 1620 a 1640, después de lo cual disminuyó bruscamente por un tiempo. El término "Gran Migración" generalmente se refiere a la migración en este período de colonos ingleses, principalmente puritanos, a Massachusetts y de las Indias occidentales, especialmente Barbados, 1630-1640. Llegaron en grupos familiares (más que como individuos aislados) y fueron motivados principalmente por una búsqueda de la libertad para practicar su religión puritana.

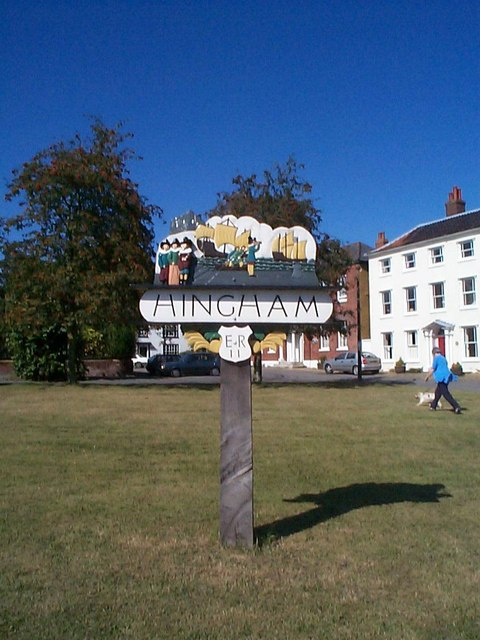
Signo de la ciudad de Hingham, Norfolk, Inglaterra, mostrando a los puritanos que se fueron a fundar Hingham, Massachusetts.

## Contexto
El rey Jacobo I de Inglaterra hizo algunos esfuerzos para reconciliar al clero puritano en Inglaterra, que había sido enajenado por el conservadurismo que bloqueaba la reforma en la Iglesia de Inglaterra. Los puritanos adoptaron el calvinismo (teología reformada) con su oposición al ritual y un énfasis en la predicación, un sabbatarianismo creciente, y la preferencia por un sistema presbiteriano de gobierno de la iglesia. Se oponían a prácticas religiosas en la Iglesia que en cualquier momento se acercara al ritual católico.
Después de que Carlos I de Inglaterra fuera proclamado rey en 1625, este conflicto religioso empeoró. El parlamento cada vez más se oponía a la autoridad del rey. En 1629, Carlos disolvió el parlamento con la intención de convocar uno nuevo, en un malogrado intento de neutralizar a sus enemigos, que incluyó a numerosos laicos puritanos. Con el clima religioso y político tan hostil y amenazante, muchos puritanos decidieron abandonar el país. Parte de la migración fue de las comunidades inglesas expatriadas en los Países Bajos de no conformistas y separatistas que habían establecido iglesias allí desde la década de 1590.
La Flota Winthrop de 1630 de once barcos, encabezada por el buque insignia Arbella, transportó alrededor de 700 pasajeros a la Colonia de la Bahía de Massachusetts. La migración continuó hasta que el Parlamento se reunió nuevamente en 1640, Momento en que la escala descendió bruscamente. En 1641, cuando la Guerra Civil inglesa comenzó, algunos colonos regresaron a Inglaterra para luchar del lado puritano. Muchos se quedaron, ya que Oliver Cromwell, quien fue un Independiente, respaldó al Parlamento.
La Gran Migración de 1629-1640 vio salir a 80.000 personas de Inglaterra, aproximadamente 20.000 migraron a cada uno de los cuatro destinos, Irlanda, Nueva Inglaterra, las Indias Occidentales y los Países Bajos. Los inmigrantes de Nueva Inglaterra provenían de todos los condados ingleses, excepto Westmorland, casi la mitad de East Anglia. La distinción es que el movimiento de colonos a Nueva Inglaterra no era predominantemente masculino, sino de familias con cierta educación, llevando vidas relativamente prósperas. Las famosas palabras de Winthrop, City on a Hill (Ciudad sobre una Colina) se refieren a una visión de una nueva sociedad, no solo a oportunidades económicas.
Moore (2007) estima que del 7 al 10 por ciento de los colonos regresó a Inglaterra después de 1640, incluyendo alrededor de un tercio de los clérigos.

## Sociedades religiosas en Nueva Inglaterra
Los puritanos crearon una cultura profundamente religiosa, socialmente concentrada y políticamente innovadora que todavía está presente dentro de los Estados Unidos modernos. Esperaban que esta nueva tierra sirviera como "nación redentora". Huyeron de Inglaterra y, en América, intentaron crear una "nación de santos": una comunidad intensamente religiosa y completamente justa diseñada para ser un ejemplo para toda Europa.
Roger Williams predicó la tolerancia religiosa, la separación entre Iglesia y Estado, y una ruptura total con la Iglesia de Inglaterra. Fue desterrado de la Colonia de la Bahía de Massachusetts y fundó la Colonia de Rhode Island, que se convirtió en un refugio para otros, tales como Anne Hutchinson y los Cuáqueros. Años más tarde, cuatro de los cuáqueros conocido como los Mártires de Boston se mantuvieron en Massachusetts y fueron ejecutados en la horca por practicar su religión.

## Lectura
- The Founding of New England. New York: Atlantic Monthly Press. 1921.
- Robert Charles Anderson (1999). The Great Migration Begins: Immigrants to New England, 1620–1633. Boston: New England Historic Genealogical Society. Three volumes.
- Anderson, Virginia DeJohn. "Migrants and Motives: Religion and the Settlement of New England, 1630–1640," New England Quarterly, Vol. 58, No. 3 (Sep., 1985), pp. 339–383 in JSTOR
- Anderson, Virginia DeJohn. New England's Generation: The Great Migration and the Formation of Society and Culture in the Seventeenth Century (1991) excerpt and text search
- Bailyn, Bernard. The Peopling of British North America: An Introduction (1988) excerpt and text search
- Breen Timothy H., and Stephen Foster. "Moving to the New World: The Character of Early Massachusetts Migration," William & Mary Quarterly 30 (1973): 189–222 in JSTOR
- Cressy, David. Coming Over: Migration and Communication between England and New England in the Seventeenth Century (1987),
- Dunn, Richard S. Puritans and Yankees: The Winthrop Dynasty of New England, 1630–1717 (1962).
- Fischer, David Hackett. Albion's Seed: Four British Folkways in America (1989), comprehensive look at major ethnic groups excerpt and text search
- Rutman, Darrett B. Winthrop's Boston (1965).
- Thompson, Roger. Mobility and Migration: East Anglian Founders of New England, 1629–1640, (1994) online edition (enlace roto disponible en Internet Archive; véase el historial, la primera versión y la última).

- Datos: Q7261283